# إيجي مياشيتا
إيجي مياشيتا (宮下栄治 مياشيتا إيجي) هو مؤدي أصوات ياباني ولد في 26 سبتمبر 1978 في هيوغو.

## أدواره في الأنمي

### مسلسلات أنمي تلفزيونية
- كيكايشي - غين شيشيو
- بلاك كات - فيكتور
- روميو x جولييت - فيتوريو, باولو
- ساموراي تشامبلو - حارس البوابة
- صيد الأرواح الإلهية - نوريو توكوناغا
- باكوجان - بريس
- برينسس برينسس - تاكاهيرو تاداسو
- دراغونوت -ذا ريزونانس- - كييتشي أماغي
- نانا - ناكامورا
- دورارارا!! - تاكيشي
- أميرة القناديل - موظف
- فراكتال - تاكامي
- فايري تايل - هيوز, فيلفينو, نالبودينغ, روكر, جييما
- حفيد نوراريهيون: عاصمة العفاريت - دوهيكو
- أرشيف دانتاليان - نوث
- يوميات المستقبل - شيرايشي, أستاذ موريا, أوشيو غاساي, المفتش سوزوكي
- ماوارو بنغويندرام - صحفي
- هيوكا - ناوكي غوتو
- لوغ هورايزون - لوندارك, شريدا
- دراماتيكال مردر - كوجاكو (أيام الطفولة)
- فصل الاغتيال - سوسكي سوغايا
- كيزناييفر - يوشيزاوا

### أنمي الإنترنت
- نينجا سلاير فروم أنيميشن - دايدالوس

### أوفا أنمي
- البدلة المتنقلة جاندام UC - ماركو

### أفلام أنمي
- فكسل - مشرف قسم المهمات الخاصة

## أدواره في ألعاب الفيديو
- زينوبليد كرونيكلز - راين
- مغامرة جوجو الغريبة: أول ستار باتل - دوناتيلو فيرسوس

## أدواره في الدبلجة اليابانية
- أبطال النينجا - رفاييل
- تي إم إن تي - رفاييل

## وصلات خارجية
- إيجي مياشيتا على موقع IMDb (الإنجليزية)
- إيجي مياشيتا على موقع ميوزك برينز (الإنجليزية)
- إيجي مياشيتا على موقع قاعدة بيانات الفيلم (الإنجليزية)
- إيجي مياشيتا على موقع كينوبويسك (الروسية)
- إيجي مياشيتا على موقع ANN person (الإنجليزية)